# Parní kotel

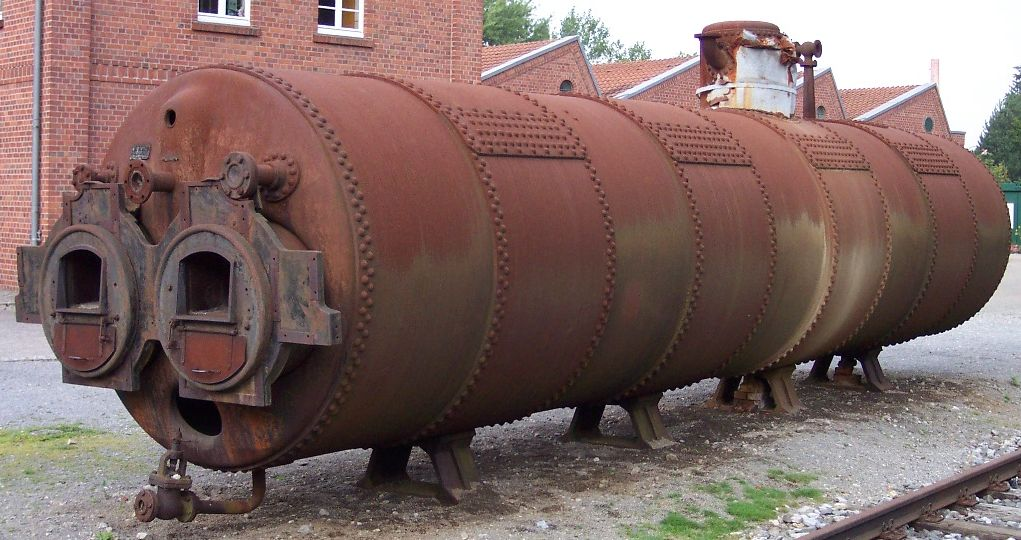
Nýtovaný parní kotel pro stacionární parní stroj v textilním muzeu Bocholt.

Parní kotel je uzavřená nádoba (kotel) určená k vyvíjení vodní páry. Obyčejně je vyroben z oceli; jeho díly bývaly spojovány nýtováním, od kterého se po odpovídajícím zdokonalení technologie přešlo ke svařování.
Slouží obvykle jako zdroj páry pro parní stroj, parní turbínu nebo pro vytápění. I poté, co přestaly být parní lokomotivy a ve vodní dopravě parníky nosnými dopravními prostředky a kdy se v přenosu tepla k vytápění s cílem snížení ztrát přechází k vytápění teplovodnímu, je parní kotel jakožto základní část tepelné elektrárny stále využívaným a technicky zdokonalovaným zařízením.

## Části a pomocná zařízení parního kotle
- Topeniště
- Armaturní hlava
- Manometr
- Napájecí čerpadlo
- Odkalovací ventil
- Olovník (pojistka)
- Parní ventil
- Pojišťovací ventil
- Přehřívač páry
- Popelník
- Stavoznak
- Vymývací víčko
- Odlučovač vody

## Dělení kotlů
- Podle tvaru
  - Válcový kotel
    - Ležatý
    - Stojatý

  - Trubnatý kotel
  - Skříňový kotel
- Podle pracovního přetlaku
  - Nízkotlaký (pro tlaky do 0,05 MPa včetně, podle ČSN 07 0000)
  - Středotlaký (pro tlaky nad 0,05 až 1,6 MPa včetně, podle ČSN 07 0000)
  - Vysokotlaký (pro tlaky nad 1,6 až 16 MPa včetně, podle ČSN 07 0000)
  - Velmi vysokotlaký (pro tlaky nad 16 MPa (až 22,1 MPa) podle ČSN 07 0000)
  - Nadkritický - kotel produkující páru o nadkritickém tlaku (pro tlaky vyšší než 22,1 MPa)
- Podle umístění
  - Stabilní
  - Mobilní
    - Lokomobilní
    - Lokomotivní
    - Lodní
- Podle paliva
  - Na tuhá paliva
    - Dřevo
    - Piliny
    - Hnědé uhlí
    - Černé uhlí
    - Koks

  - Na kapalná paliva
    - Mazut
    - Nafta

  - Plynový kotel
  - Jaderný reaktor

Poznámky:
- V počátcích vývoje kotlů převažovaly kotle válcové, které byly výrobně jednodušší.
- Druh paliva (zvlášť jeho výhřevnost) má vliv na tvar a velikost spalovacího prostoru kotle (topeniště).